# Wang Xilin
Wang Xilin (født 13. december 1936 i Kaifeng, Kina) er en kinesisk komponist, pianist og dirigent.
Xilin studerede direktion på musikskole, og senere klaver på Lærernes Universitet i Shanghai (1955), og tog kompositionseksamen fra Musikkonservatoriet i Shanghai (1962), hvor hans lærere var Ding Shande og Liu Zhuang. Han har skrevet ni symfonier, orkesterværker, kammermusik, koncertmusik, musik til strygekvartetter, filmmusik, en opera, suiter etc. Han er nok mest kendt for sine symfonier og orkesterværker. Xilin har dirigeret mange asiatiske orkestre. Han er inspireret af russisk musik, især Dmitrij Sjostakovitj men har også inspiration i kinesisk folklore. Xilin har modtaget flere priser for sin værker af den kinesiske regering.

## Udvalgte værker
- Symfoni nr. 1 (1962-1963) - for orkester
- Symfoni nr. 2 (1972) - for orkester
- Symfoni nr. 3 (1990) - for orkester
- Symfoni nr. 4 (1999) - for orkester
- Symfoni nr. 5 (2001) - for strygeorkester
- Symfoni nr. 6 (?) - for orkester
- Symfoni nr. 7 (2007) "Dedikeret til Shanghai Musikkonservatorium" - for klaver, kor Og orkester
- Symfoni nr. 8 (2009) - for Sheng, Guzheng, pipa og kammerorkester
- Symfoni nr. 9 "Kina Requiem" (2015) - for sangere, kor og orkester
- "Adagio Shang 3" (2006) - for 46 strygere.